# Marked Cards
Marked Cards è un film muto del 1918 diretto da Henri D'Elba. La sceneggiatura di Lanier Bartlett si basa su una storia originale di Adela Rogers St. Johns scritta per lo schermo. Prodotto e distribuito dalla Triangle, aveva come interpreti Margery Wilson, Wallace MacDonald, Jack Curtis, Harvey Clark, Joseph Bennett, Lillian Langdon, Lee Phelps, Ann Forrest.

## Trama
Ellen Shannon è figlia di un politico irlandese. Suo padre viene dalla gavetta, ha cominciato a lavorare come operaio e le sue umili origini sono ragione sufficiente perché la signora J. De Barth Breslin si opponga alle nozze del figlio Ted con Ellen. Con il cuore spezzato, Ted riprende una vita da scioperato, ricominciando a bere e a giocare. I suoi compagni di stravizi sono "Poker" LeMoyne e Don Jackson, mentre Ellen frequenta una scuola di perfezionamento con la speranza di migliorarsi. Tentando un giorno di eludere la sua accompagnatrice, Ellen si nasconde in una camera d'albergo e, per caso, vede dalla finestra l'interno di un'altra stanza occupata da "Poker" e da Don Jackson. I due, a un certo punto, finiscono per litigare. Don uccide "Poker" ma, nella stanza, si trova anche Ted, riverso a terra, ubriaco e incosciente, che viene accusato del delitto. Ellen potrebbe salvarlo con la sua testimonianza, ma esita, temendo di venire coinvolta in uno scandalo. Quando però il processo giunge alle sue fasi conclusive e lei si rende conto che Ted finirà sul patibolo, decide di presentarsi in aula, raccontando cosa sia effettivamente accaduto in quella stanza. Avendole salvato il figlio, la signora Breslin la accoglie in famiglia,  dando finalmente il proprio benestare al matrimonio.

## Produzione
Il film fu prodotto dalla Triangle Film Corporation.

## Distribuzione
Distribuito dalla Triangle Distributing, il film uscì nelle sale cinematografiche statunitensi il 14 luglio 1918.
Non si conoscono copie ancora esistenti della pellicola che viene considerata presumibilmente perduta.